# 道尼斯·達赫蒂
道尼斯·達赫蒂（英語：Dornith Doherty，1957年—）是一名美國攝影師。
達赫蒂於1980年畢業於萊斯大學，獲得文學學士學位；1988年畢業於耶魯大學，獲得攝影碩士學位。
她的作品被休士頓美術館和明尼阿波利斯美術館收藏。
她是2012年古根海姆基金會研究員。